# المسرح الغامر
المسرح الغامر يميز نفسه عن المسرح التقليدي عن طريق إزالة المسرح وغمر الجمهور داخل الأداء نفسه. في كثير من الأحيان، يتم تحقيق ذلك باستخدام موقع معين (موقع محدد)، مما يسمح للجماهير بالتحدث مع الجهات الفاعلة والتفاعل مع محيطهم (التفاعلي)، وبالتالي كسر الجدار الرابع. (المسرح الغامر والمسرح التفاعلي ليسا بالضرورة مترادفين؛ المسرح الغامر قد لا يحتوي على عناصر تفاعلية على الإطلاق، والمسرح التفاعلي قد لا يكون غامرا بالمعنى الأساسي.)
في اختيار مسرح المغامرة الخاص بك، يتم إعطاء الوكالة للجمهور للمشاركة في تغيير السرد أثناء العرض. مسرح بيسبوك، الذي اخترعه فوندودز، يوسع المشاركة إلى مرحلة ما قبل الإنتاج بحيث يتم تخصيص كل عرض لكل جمهور على مستوى النص.
الأشكال الحديثة للمسرح الغارق لديها مجموعة واسعة من التعريفات، كل على أساس درجة ونوع المشاركة الموجودة بين الممثلين وجمهورهم. كان هناك جدل كبير بين النقاد بشأن هذه التعريفات للتفاعل، في جوهرها مفاهيم مثل تأثير الجمهور، والمشاركة، والبنيات الاجتماعية والأدوار، والمشاركة، وكلها تعتمد على درجة المشاركة اللازمة لتقدم الأعمال. على الرغم من أن العديد من النقاد يجادلون بأن كل الفن يتضمن مستوى معين من التعاون بين مبدعه ومشاهده، المسرح الغامر يختلف في أن الجمهور من المتوقع أن يلعب مستوى ما من الدور النشط في العملية الإبداعية للعمل.
المسرح الغامر يمكن أن يتخذ العديد من الأشكال اعتمادا على درجة مشاركة الجمهور، بدءا من الاعتراف الصريح بحضور الجمهور، إلى حرية الجمهور الكاملة في الاختيار في تحديد السرد. يكون التفاعل في المسرح الغامر أكثر نجاحًا عندما يوجد التوازن المناسب للحرية الإبداعية لأعضاء الجمهور والهياكل السردية الموضوعة عليهم.

## السياق
التحليل العلمي للمسرح الغامر غالبا ما يكون أوروبيا: غالبًا ما يتم تحديد ثلاث خطوات رئيسية لخلق تجربة مسرحية غامرة وتشاركية:
1. تفكك الحاجز بين الجمهور والممثلين.
2. وضع أفراد الجمهور في سرد العمل.
3. إزالة الهياكل الاجتماعية التي تقسم المنشآت المعروفة من المتخيلات/عدم وجود المنشآت.

إحدى الطرق لتحقيق الانغماس والتفاعل هي من خلال استخدام "السرد متعدد الألوان". هذا سرد لا يلعب فيه المشارك دورًا رئيسيًا، حيث أن وضعه في هذا الموقف من شأنه أن ينطوي على الكثير من التقلبات والحرية، مما يحول دون سرد قصة منظمة. وبدلاً من ذلك، يتم إعطاء المشارك لحظات محددة من الإجراءات والمدخلات.
هذه اللحظات تؤثر على السرد، ولكنها تفعل ذلك بطريقة أكثر تأثيرًا على المشارك من أي جانب آخر من المسرحية. يتم تشجيع المشاركين على أن يكونوا جزءًا من المسرحية، ولكن ليس عاملاً حاسمًا. وهناك طريقة أخرى لتحقيق التغطيس وهي استخدام كلمة "أنت" عند مخاطبة المشارك. وهذا يسمح للدور المعين داخل المسرحية بالانسجام مع الدور الاجتماعي الفعلي للمشاركين، مما يجعل خطوط الواقع غير واضحة. كما أنها تسمح بقدر معين من الغموض، حيث يتم ترك صفات محددة مثل العمر والجنس والمهنة دون معالجة، ومفتوحة للتفسير النسبي. يمكن استخدام التشويق والقلق لتوجيه مشارك فردي من خلال سرد. من خلال إزالة المشارك من منطقة راحته، تتأثر أفعاله وردود أفعاله بغرائزه والنزعات التي يعطيهم إياها الممثلون. ويستخدم هذا للحصول على ردود فعل معقولة من المشاركين، بالإضافة إلى الحفاظ على النظام والهيكل اللازمين لتقديم القصة.
تستخدم المسرحيات الغامرة أنواعًا مختلفة من البيئات، من المباني الكبيرة متعددة التسويات إلى المناطق المفتوحة وتعزز البيئات المختلفة مشاركة الجمهور في المسرحية من خلال منحهم خيارات حول الطريقة التي يريدون المشاركة بها في المسرح داخل المساحات الشخصية المختلفة، يمكن للجمهور الانتقال من غرفة إلى أخرى، وفي بعض المسرحيات الغامرة يمكن إعداد التصميمات الداخلية على مستويات مختلفة، حيث يمكن أن تكون كل غرفة مشهدًا مختلفًا تمامًا للمسرحية. يمكن أن تكون الغرف داكنة ومشرقة وملونة وباردة ودافئة ومعطرة ومحشورة من أجل تحقيق أجواء يرغب فيها الممثلون. باستخدام الألوان الفاتحة التي تتوافق مع مشاعر معينة، يمكن للممثلين التقاط مزاج المتفرجين قبل نطق الكلمة أو تنفيذ الحركة.
الفضاء أداة قوية يستخدمها الممثلون من أجل تغيير وجهة نظر الجمهور، وفقا لكثير من المنظرين المسرحيين، أربع مكونات رئيسية تجعل الجمهور يشعر أكثر اندماجا في العروض المسرحية: "الفضاء الحقيقي"، "الحس"، الحركة، والوقت. "الفضاء الحقيقي"  هو عنصر من عناصر المسرح الغامر، والفضاء الفعلي هو جزء من المسرحية. إذا تم وضع المسرحية في قلعة، فإن الجمهور سيذهب إلى القلعة الحقيقية ويجعل الناس يشاهدونها هناك من أجل الشعور بأنهم منغمسون في الأداء المسرحي. فإشراك الحواس، مثل عصب عيون الحضور، يمكن ان يزيد حاسة السمع. يمكن أن تؤثر الحركة على كيفية إدراك الجمهور للحبكة حول مساحة المسرح التي تغمر الحس الحركي. يمكن إشراك إحساس بالوقت من خلال خلق إحساس بالوقت الذي يسبق المسرحية ويبعدها.

## نماذج

### تعليم المسرح التفاعلي للمراهقين
أنشئ برنامج التعليم المسرحي التفاعلي للمراهقين في عام 2007 لقياس مستوى مهارات اتخاذ القرار وسلوكيات المراهقين المعرضة للخطر. ويستخدم البرنامج الأداء وتمثيل الأدوار والتثقيف عن طريق الأقران لتثقيف الشباب بشأن اتخاذ قرارات أكثر صحة ويقوم الشباب المشاركون في المعهد بعدة عروض تعليمية لتقديم المعلومات للشباب. ويقوم المشاركون من المراهقين بتعليم غيرهم من المراهقين عن الوقاية من المخاطر من خلال أدائهم لعروض. وتشمل الدروس أهمية تجنب السلوكيات الخطرة، وتحسين مهارات تجنب المخاطر ومعرفة عواقب السلوكيات الخطرة. والهدف هو مساعدة الشباب على فهم المخاطر والآثار الإيجابية لمهارات صنع القرار. يوفر المسرح للشباب المشاركين خبرة غامرة تركز على "أنشطة بناء الفريق وفرص التعلم التجريبية التي ستساهم في تطوير المهارات الحياتية والتفكير النقدي والعلاقات والقيم". وشارك في الدراسة مجموع 127 طالبا، وخلصت النتيجة إلى أن معظم الطلاب أبلغوا عن زيادة في المعارف والقدرات والمعتقدات بسبب التدخل؛ وأبلغ البعض عن انخفاض إجمالي التعلم. وتظهر الأبحاث أن هذا البرنامج يمكن أن يقلل من سلوك أخطار الشباب لتحسين مهارات اتخاذ القرار الشاملة للمشاركين الشباب، وتحسين الطريقة التي اقترب بها الشباب من عملية صنع القرار. زيادة مهارات المشاركين في اتخاذ القرار. وكان الشباب الذين أبلغوا عن زيادة التعلم نتيجة للتدخل أكثر احتمالاً للحصول على نتائج أفضل في صنع القرار من أولئك الذين أبلغوا بعد مشاركتهم في التدخل.

### جون براون في إن إم آي أتش
أنشأ المتحف الوطني للتاريخ الأمريكي في مؤسسة سميثسونيان مسرحًا غامرًا عن جون براون الذي يستكشف الذاكرة التاريخية والتأمل ويشرح "الحَكَم" أو القيِّم الأثر التاريخي لجون براون للزوار. يمكن أن يكون المتحف مسرح حيث يحيط الجمهور أنفسهم في القصة التي تنطوي على شخصية تاريخية. ويمكن للمسرح في المتاحف أن يساعد على "المشاركة العامة في القضايا العميقة ذات الأهمية الوطنية" التي تتسم بتعقيد التاريخ ". يمكن للمتاحف استخدام تقنيات غامرة للسماح للجمهور بالشعور بأنهم منغمسون في قصة شخص ما، لخلق التعاطف مع الآخرين. تغمر معارض المتحف الغامرة الجماهير في القصة ليس فقط بالنظر إلى المعرض، ولكن أيضا لكونه جزءا من المعرض والمشاركة في المعرض في المتحف.

### الكتاب المقدس للمسرح الغامر: طبعة نهائية
يتضمن هذا المشروع ما يطلق عليه الممارسون: مجلة تجريبية. هو نص (كثيرا ما يكون مكتوبا بخط اليد) يرشد القارئ إلى كيفية التعامل مع الجمهور؛)، تفترض المجلة ان القارئ يتحدث الى مجموعة من الناس وتوجِّههم الى مشاركتهم في نشاطات وفلسفات معينة. الهدف النهائي هو أن يشارك القارئ والمستمعين في تبادل مسرحي مما يفسح المجال للشائعات المتسببة بأن آي تي بي هو جهاز يستخدم لتعليم أو إنشاء مؤدين مسرحيين غامرين جدد. وتستمر النظرية في القول بأن أي شخص يقرأ آي تي بي والذي يمكنه فهم نصه مع الحفاظ على اهتمام الجمهور يظهر المهارات اللازمة لأداء في بيئات مسرحية غامرة. وقد ساهم معظم الممارسين المعاصرين للمسرح الغامر في آي تي بي على مر السنين وهناك بعض التناقض فيما يتعلق بمن ألّف العمل الأصلي. وينشأ هذا من أسطورة آي تي بي أن من يقرأ النص يعلن أيضًا أنه كتبه. وتشمل الشروط الأخرى الحاجة إلى بيع أو إهداء اليومية بعد شهر من تلقيه والسماح للمالك الحالي ل آي تي بي لإملاء قيمة اليومية على أساس تجربتهم الخاصة.

### مسرح راتس، السويد
تُرجم مسرح راتس مسرحية انتيغون في عام ٢٠٠٨ إلى دراما إذاعية غامرة لتدريس دروس ديمقراطية واتخاذ القرارات للشباب. استخدم راتس تقنية الكومبيوتر للحصول على تعليقات من الجمهور لتحسين الأداء المستقبلية. بنى راتس مسرحين مختلفين لعقد عروضهم واحدًا في هوسبي والآخر في كيستا (كلاهما مدينتين في السويد). هوسبي في منطقة الدخل المنخفض وأما كيستا فهي في منطقة الدخل العالي التي ساعدتهم للوصل على مجموعة من الشباب المختلفين تمامًا وهذا كان مهم حيث إنهم استطاعوا استعمال البرنامج للمساعدة في تعليم الشباب. جميع العروض أُقيمت في ضواحي المهاجرين واتخاذ القرارات بطريقة تفاعلية أعطهم هؤلاء الطلاب درس مهم في الديموقراطية- إظهار العمليات الديمقراطية لصنع القرار العام. في هوسبي، 84 ٪ من السكان إما يكونوا لم يولدوا في السويد أو أطفال لآباء مهاجرين. كانت المدخلات من المراهقين اختيارية، ولكن تم تشجيعها من أجل الحصول على مزيد من المعلومات للإنتاج في المستقبل. وقد توسع برنامج راتس الآن إلى مصر وليبيا وتونس، وبهدف مساعدة المراهقين على المشاركة في المسرح، يمكن أن تساعد آراؤهم في تشكيل المستقبل. ويؤدي مزيج التفاعل وأداء القصة إلى إثارة كل من المشاعر العاطفية والمعرفية للجماهير الشابة. أبقت القدرة على المشاركة من خلال الرسائل النصية الجمهور على المشاركة بينما أثارت الأسئلة تفكيرا عميقا؛ هذه العملية المعرفية يمكن أن تحسن الحياة من خلال تعلم الطلاب كيفية استخدام آرائهم لتشكيل الأداء يمكنهم أيضًا استخدام آرائهم لتشكيل المجتمع. التصويت في الانتخابات يمكنهم من القيام بذلك، وأن يصبحوا معلمين، والأهم من ذلك أن يعملوا في مجال الفنون؛ كل هذه الخيارات الممكنة من شأنها أن تساعد على الاستمرار في تشكيل المجتمع بطريقة إيجابية تماما كما فعلوا عندما تم تحفيزهم من قبل برنامج راتس.

### بنش درنك
بنش درنك هي شركة مسرحية بريطانية أسسها فيليكس باريت عام ٢٠٠٠، كان انتاجهم الأول في نفس العام وهو نسخة معدلة من ويزيك لجورج بوخنر، تقع أحداثها في ثكنات الجيش المهجورة. وقد شكل هذا الإنتاج سابقة لعروض بنش درنك المستقبلية، بما في ذلك إعادة تحديد أهداف المساحات الكبيرة المُهملة أو المهجورة، ومزج الأنواع المختلفة في قصة متماسكة، وأعطى الجمهور الحرية لتجربة الإنتاج بوتيرتهم الخاصة مع ارتداء أقنعة متخصصة لتشجيع الاستكشاف وفقدان التثبيط. ومنذ ذلك الحين، قدم بنش درنك العديد من الإنتاجات المسرحية في مواقع متنوعة، بما في ذلك تعديلات من قناع الموت الأحمر وبستان الكرز وفاوست، والعديد من التعديلات المختلفة من ويزيك. والجدير بالذكر أنهم قدموا أربع إنتاجات منفصلة لتكييفهم الحائز على جوائز لماكبث، بعنوان لامزيد من النوم، في عام ٢٠٠٣ في لندن، ٢٠٠٩ في بوسطن، ٢٠١١ في تركيب دائم في مدينة نيويورك، وفي عام ٢٠١٦ في موقع دائم في شنغهاي من خلال ذراعهم الدولي، بالشراكة مع شركة اس ام جي لايف. كما أنتجوا المسلسل التلفزيوني المحدود اليوم الثالث، وهم حاليا يتعاونون مع شركة الواقع المعزَّز نيانتيك لإيجاد سبل لسد الفجوة بين التجارب المسرحية الحية وألعاب الفيديو.

### زيارة منتصف الليل
زيارة منتصف الليل هي تجربة مسرحية تفاعلية أسترالية، مبنية على أعمال إدغار ألان بو، التي أنشأتها شركة برود إنكونترز للإنتاج. من خلال تصورها وتصميمها كـ "اختر رحلتك الخاصة"، يتم دعوة الضيوف إلى جعل فضولهم يقود الطريق بينما يسافرون عبر ساحة أحلام متعددة الغرف مليئة بشخصيات أخرى ومشاهد رائعة.

### تعاون ديفيد بيرن ومالا جوانكار
في عام ٢٠١٦، أنشأ مالا جوانكار وديفيد بيرن "المجتمع العصبي"، حيث يتم توجيه المشاركين من خلال سلسلة من التجارب التي تم إنشاؤها بالتعاون مع مختبرات العلوم العصبية العاملة. في عام ٢٠٢٢، شاركوا في إنشاء "مسرح العقل"، مقتبس من حياة بيرن. ويقود الإنتاج الذي يستغرق ٧٥ دقيقة العديد من المرشدين، وكلهم يدعى "ديفيد بيرن"، الذي يأخذ الجماهير خلال رحلة من سبع غرف، كل واحدة تمثل مرحلة من حياة الفنان.
بلاي أون!
برنامج أوروبا الإبداعية التابع لجزء الثقافة في المفوضية الأوروبية يشارك في رعاية بلاي أون! مشروع تعاوني. يتكون المشروع من تسعة مسارح وثماني جامعات تعمل بشكل تعاوني "لفهم واستكشاف وتطبيق التكنولوجيا الغارقة مع سرد القصص لخلق نماذج جديدة من الأداء"، خلال الفترة من ٢٠١٩ إلى ٢٠٢٣.

## التوجهات المستقبلية
يتكون الواقع الافتراضي في المسرح الغامر من القصة التقليدية والعناصر الفيلمية: الحبكة، الصراع، بطل الرواية، الخصم. الواقع الافتراضي هو طريقة جديدة لتأسيس بطل الرواية. يمكن للمستخدمين تخصيص بطل الرواية بالتفصيل واتخاذ القرارات المختلفة التي يعتقدون أنها الأفضل للحبكة. الواقع الافتراضي في رواية القصص الغامرة يعزز الرسالة التي يحاول المؤلف نقلها. تستخدم في آر الإضاءة والحوار وتحديد المواقع لغمر اللاعبين من خلال الانغماس، يخضع اللاعب/بطل الرواية لنوعين مختلفين من الأهداف، الخارجية والداخلية. تعزز التكنولوجيا الافتراضية إعداد المسرح الغامر، بينما تبقى صادقة مع جوانب المسرح الأصلي. سيختبر الجمهور القصة كما لو أنهم جزء من القصة، متبعون الشخصية الرئيسية أو بطل الرواية على مسار لتحقيق هدفهم. الهدف الخارجي هو ما إذا كان بطل الرواية جسديا يجد حلا للصراع بينما الهدف الداخلي هو هدف داخل الذات والعواطف الأخلاقية لبطل الرواية. يسمح الواقع الافتراضي للمشاهدين أن يصبحوا منغمسين بالكامل في عالم القصة التقليدية، مما يغمس الجمهور في القصة عند إنشاء قصة من خلال تجربة الواقع الافتراضي، يمكن للمشاهد تغيير الحبكة، والتي تبدأ عادة من خلال حادث تحريض تقليدي أو محفز. من خلال الاستعارة، يمكن للشخصيات أن توضح للجمهور الحبكة. بدلا من عرض ذلك لفظيا، يتم عرضه جسديا وكذلك من تعبيرات الوجه والأفعال. الأجسام الرمزية هي تمثيلات مهمة تستخدم لدفع الرسم. يتم عرض السخرية من خلال السرد الخارجي (الحاجات/الرغبات) والسرد الداخلي (الاحتياجات). في رواية قصص الواقع الافتراضي، يمكن أن يكون هناك العديد من النهايات: نهاية إيجابية، حيث يحصل الشخص الرئيسي على ما يريد ويحتاج؛ المفارقة الايجابية هي عندما يحصل الشخص الرئيسي على ما يحتاج، ولكن ليس على ما يريد؛ السخرية السلبية هي عندما يحصل الشخص على ما يريد، ولكن ليس على ما يحتاج؛ النهاية السالبة هي نتيجة شخصية رئيسية لا تحصل على ما تريد أو تحتاج إليه. عندما يبدأ المشاهد القصة، تحتوي الحبكة على هذه المكونات التقليدية: فرصة سحرية، اختبار، عدو، قطعة مفقودة. تسمح الفرصة السحرية للمشاهد في الواقع الافتراضي باتخاذ خيارات حول استخدام السحر من أجل مساعدتهم في رحلتهم. يتحدى الاختبار المشاهد من خلال التهديد بأخذ جزء من هويتهم. يجب على المشاهد أن يواجه العدو. القطعة المفقودة عادة ما تصور من خلال الشخص كعائق. وغالبا ما يرتبط هذا بموضوع حيث يجب على الشخصية الرئيسية أن تدرك أن "القطع المفقودة" ليست أشياء يمكن الحصول عليها بسهولة. في نهاية القصة، يجب على الشخصية الرئيسية التخلي عن قدراتهم السحرية أو السحر. استخدام التكنولوجيا الرقمية يمكن خلق نسخة تجريبية وغامرة من المسرحيات القديمة، مثل المسرحية الصينية في القرن السادس عشر: "فيوني بافيلون". ينقل هذا المشروع الغامر، بعنوان الوعي الداخلي: حلم دو لينانغ، مفاهيم سامية إلى الجمهور باستخدام علاقات مكانية تعتمد على أجسام أفراد الجمهور بواسطة التكنولوجيا الرقمية. وتستخدم التكنولوجيا الرقمية مثل تقنيات تتبع الحركة والمؤثرات البصرية المولدة بالحاسوب لغمر الجماهير. والغرض من استخدام هذه التكنولوجيات هو غمر الجمهور بتسلسل اللمس في المسرحية، باستخدام ممثلين حقيقيين بالاقتران مع تتبع الحركة ورسم الخرائط لتوليد تأثير هولوغرافي، وأداء جنبا إلى جنب مع الممثلين. يسعى هذا الغمر الرقمي إلى إعادة إنشاء حديقة صينية كلاسيكية كمساحة للجمهور للسير حولها وتجربة المسرحية. تسمح العلاقات المكانية للحديقة للجمهور بملء الفراغ بالتجارب الشخصية والذاكرة، مما يخلق تجربة فريدة لكل فرد من الجمهور. والترفيه عن الحديقة رقمي، وذلك باستخدام صور فوتوغرافية حقيقية للحديقة الفعلية التي تخدم كأساس وتغطيها مع التأثيرات التي يتم إنشاؤها بالحاسوب. الحديقة الرقمية الغامرة هي وسيلة لسرد القصة باستخدام مفهوم الفضاء، والذي يهدف إلى غمر الجمهور في الطبيعة الوهمية للمسرحية. وبالإضافة إلى ذلك، سيتم تتبع وعرض رقم كل فرد من الجمهور، مما سيخلق تفاعلا شخصيا. يتم تشجيع الجمهور على خلق حركة لأجسادهم الرقمية، والتي تغمر الجمهور أكثر -يصبحون جزءًا من المسرحية. ويمكن رؤية المزيد من استخدام هذه التكنولوجيا كما هو الحال في الحركة الحديثة لدمج كلاسيكيات الماضي مع التكنولوجيا الافتراضية الحديثة. ويمكن رؤية أمثلة في جميع أنحاء الثقافة الغربية الحديثة مثل رواية هربرت جي ويلز عام 1897 المتسلسلة "حرب العوالم" التي تم اقتباعها في المسرحية الموسيقية الشهيرة التي كتبها جيف واين. وقد شهد هذا الأخير تحولا دراميا إلى تجربة غامرة تطبيق الواقع الافتراضي، الواقع المعزَّز، الصور المجسِّمة الحجمية، الممثلين الذين تم تألفهم من قبل جيف واين وهيكلت في جميع أنحاء العالم من قبل إتش جي ويلز. شركات مثل لندن السرية ودوت دوت في طليعة هذه التكنولوجيا وهذه الأخيرة وضعت هذا العالم حول نقاط رئيسية في لندن حيث خط القصة وضعت الجمهور من خلال عدد من التجارب الغارقة التي تلعب على حواسهم وإحساسهم بالواقع. يبدأ الجمهور بالوصول إلى شارع ليدنهال في لندن حيث يشرعون بسرعة في مغامرة غامرة مدتها 60 دقيقة عبر مواقع كلاسيكية مساحتها 22000 قدم مربع مثل هورسيل كومون ولندن الفيكتورية. تعتبر التجربة الافتراضية بمثابة ثورة للمسرح الحديث حيث لم يعد الجمهور يشاهد مسرحياتهم ورواياتهم المفضلة، بل يشعر كما لو أنها كتبت في القصة. بتعليق عدم تصديقهم في وقت مبكر، يتمكن المشاركون من الغوص بسرعة في نقاط رئيسية من القصة من خلال زيارة مواقع مبدعة من حرب العوالم مثل المرصد، منزل كاري، منزل جورج، ركوب القوارب ولندن الشجاعة. الفرق بين هذا المثال وغيره هو أن هذه تجربة غامرة من البداية إلى النهاية. الفترة المطلوبة في عروض ذات طول معين تختلف بشكل صارخ عن غيرها من العروض الغامرة حيث يتم سحب الجمهور إلى الواقع. بدلاً من ذلك، عندما تصل الفترة الزمنية، يتم أخذ الأعضاء إلى حانة ريد ويد ثيم مع نسخة مدتها 20 دقيقة من الحشيش الأحمر من قبل جيف واين الذي يؤدى حصرياً خلال هذا الوقت. من البداية إلى النهاية، يوظف البرنامج مجموعة هائلة متنوعة من الأجهزة لتحويل التجربة المسرحية الغامرة العادية إلى شيء أكبر بكثير من الحياة. خلال وباء عام 2020، بدأ صناع المسرح الغامرين باستخدام منصات الواقع الافتراضي الاجتماعي كتجارب متعددة المستخدمين للأداء عن بعد. اعترفت النهائيات لجائزة الابتكار الأمريكية لعام 2020 بالعروض المسرحية الواقعية الافتراضية تحت العروض، ومختبر المغامرة ومدرسة الدكتور كرمب للحيوانات الاليفة غير المطيعة، كرامباوسناكت فريمان كوليكتيف في في آر تشات وجيتيسون برادلي في موزيلا هوبز. في عام 2021، دعم مجتمع إكس آر الحي، أون بورد دي اكس آر، العشرات من العروض الواقعية الافتراضية المستندة إلى الويب من جميع أنحاء العالم. في عام 2021، تم الاعتراف بجماعية فيريمان، وميتا فيلم وبرندان برادلي لأعمالها المسرحية الغالية الطويلة في الواقع الافتراضي الحي.

## السياسة والمسرح
في عام 1992 أعلن ممارس مسرحي برازيلي محلي يدعى أوغستو بوال أنه كان يترشح لمنصب المفوض (العمدة) وفاز في الانتخابات مستخدمًا شعار "لديك الشجاعة لتكون سعيدا". قام أوغوستو بوظف خمسة ممثلين بدوام كامل وعشرة ممثلين بدوام جزئي للمساعدة في "أسلوب مسرح الشارع، الذي كان مبنيا على فكرة تقديم عروض مسرحية تفاعلية للأجزاء الفقيرة من ريو في محاولة لنقل السياسات السياسية من خلال فن التمثيل على مستوى الأشخاص وتعزيز الروح المعنوية داخل الأحياء الفقيرة من خلال وسائل الإعلام التي غالبا ما تكون غير قابلة للتطبيق على الطبقة العاملة العامة. "إننا نستخدم المسرح لمناقشة مشاكل المجتمعات المحلية والعمال والسود والنساء وأطفال الشوارع والعاطلين والمشردين، إلخ. نحن لا نريد جمهورا سلبيا، مجرد مشاهدة. نقترح، على العكس من ذلك، أن يشارك الجمهور، يتدخل، يدخل إلى المسرح ويقترح بدائل للحبكة: خلق قصة جديدة... المسرح هو المسرح السياسي والسياسة هي المسرح ". كان هدف بوال المعلن هو استخدام المسرح لتغيير العالم السياسي، وليس لجعل العالم السياسي يجعله يتغير. غيرت فكرته عن "المسرح التشريعي" النمط السياسي البرازيلي، وأصبح في وقت لاحق أسلوبًا فنيًا يستخدم على الصعيد الدولي للدفاع عن المنظمات الاجتماعية.

## النقد
المناطق المسرحية التي هي خارج الحدود يمكن أن تضيف حافزا لبعض الجمهور للاستكشاف، ولكن مصممي مجموعة غالبا ما يفشلون في التخطيط لاحتمالات ومخاطر الجمهور الخروج عن السيناريو لاستكشاف خلال العروض. يحظر على الجمهور الذي يشارك في المسرح الغامر دخول المناطق المحظورة، ولكن الرغبة في الذهاب إلى منطقة محظورة ليست فشل مشاركة الجمهور، ولكن تعزيز التجربة العامة للمسرح الغامر. التفاعل مع المناطق المحظورة يمكن أن يضيف منظورا جديدا للمسرح الغامر. أحد الأمثلة على المساحة المحدودة هو الأداء الذي تم إجراؤه في غرف مختلفة في سومرست هاوس وكينغز كوليدج لندن. واجه أعضاء الجمهور علامة أثناء الأداء بعنوان "لا تدخل". كان من الواضح أن الأداء منع أي من الجمهور من دخول الغرفة لأنها لم تكن جزءا من الأداء. فضولًا مما كان وراء المنطقة المحظورة، دخل البعض المنطقة المحظورة وتجولوا خارج المجموعة. يساهم مفهوم دخول الجمهور إلى المناطق المحظورة في الانغماس التفاعلي لأن المناطق الخارجة عن الحدود تحتوي على شعور بالغموض والتعجب يفشل مصممو المجموعات في التخطيط؛ هذا الدافع للاستكشاف قد أدى إلى ولادة مسرح تفاعلي وغامر. المناطق المقيدة تضيف طبقة إلى التجربة الشاملة للمسرح الغامر، ولكن يمكن أيضا أن تكون خطيرة ويجب اعتبار السلامة ذات أهمية قصوى. بعض مصممي المسرح الغاضبين يدمجون الجمهور الذهاب بأمان بعيدا عن النص في أعمالهم المغامرة 1، التي أجراها كوني، وهو مسرح تفاعلي وقائم على اللعبة، ويتألف من جمهور يسجلون مغامرتهم في سانت بول بالقرب من وسط لندن. يكون المشاركون في مجموعة مفتوحة وغير مقيدة بينما يرتدون سماعات الرأس التي تلعب سردا ثابتا. من هناك، يمكن للجمهور السفر إلى أي مكان على الرغم من أن أعضاء المسرح يستمعون إلى الإخراج، إلا أنهم يمكن أن يواجهوا تجارب مختلفة خارج السيناريو أو الدور وهذا يساهم في المزيد من التجارب التي يفشل مصممو المجموعة في التخطيط لها في التجربة الأصلية.